# Lancia Artena
O Lancia Artena (Tipo 228) é um automóvel de passeio produzido pela montadora italiana Lancia de 1931 a 1936 e de 1940 a 1942, principalmente para uso militar e governamental. Era equipado com um motor Lancia V4 de 2 litros, enquanto o chassi e a carroceria de fábrica eram compartilhados com o Lancia Astura, mais luxuoso, com motor V8 de 2,6 litros. A produção total foi de 5.567 exemplares.

## História
O Artena e seu irmão Astura estrearam no Salão do Automóvel de Paris, em outubro de 1931. Interrompendo a tradição de uma década da Lancia de nomear seus carros com letras gregas, o novo modelo recebeu o nome de Artena, uma antiga cidade do povo Volsco pré-romano.
O Lancia Astura era uma versão mais potente e luxuosa deste carro, baseada na mesma plataforma. Além dos motores, as principais diferenças entre os dois carros eram as rodas de disco Michelin do Artena, em vez das rodas de arame Rudge-Whitworth do Astura, e a maior distância entre eixos do Astura.
Houve quatro versões sucessivas do carro. A primeira série foi produzida entre o outono de 1931 e o verão de 1932; no ano seguinte, a segunda série foi produzida, e a terceira série, do outono de 1933 até o início de 1936.

### Série I

#### Produzido entre 1931 e 1932, 1.500 unidades produzidas.
As entregas começaram em dezembro de 1931. O motor de 2 litros produzia 55 cv. Em 1932, o Artena estava disponível de fábrica em dois estilos de carroceria de 4 portas — sedã com quatro janelas e capacidade para quatro pessoas e sedã com seis janelas e capacidade para seis pessoas — ou com chassi simples.

### Série II

#### Produzido entre 1932 e 1933, 1.520 unidades produzidas.
As mudanças na segunda série foram leves; o carro agora incorporava suportes de motor modificados para reduzir ruídos e vibrações.

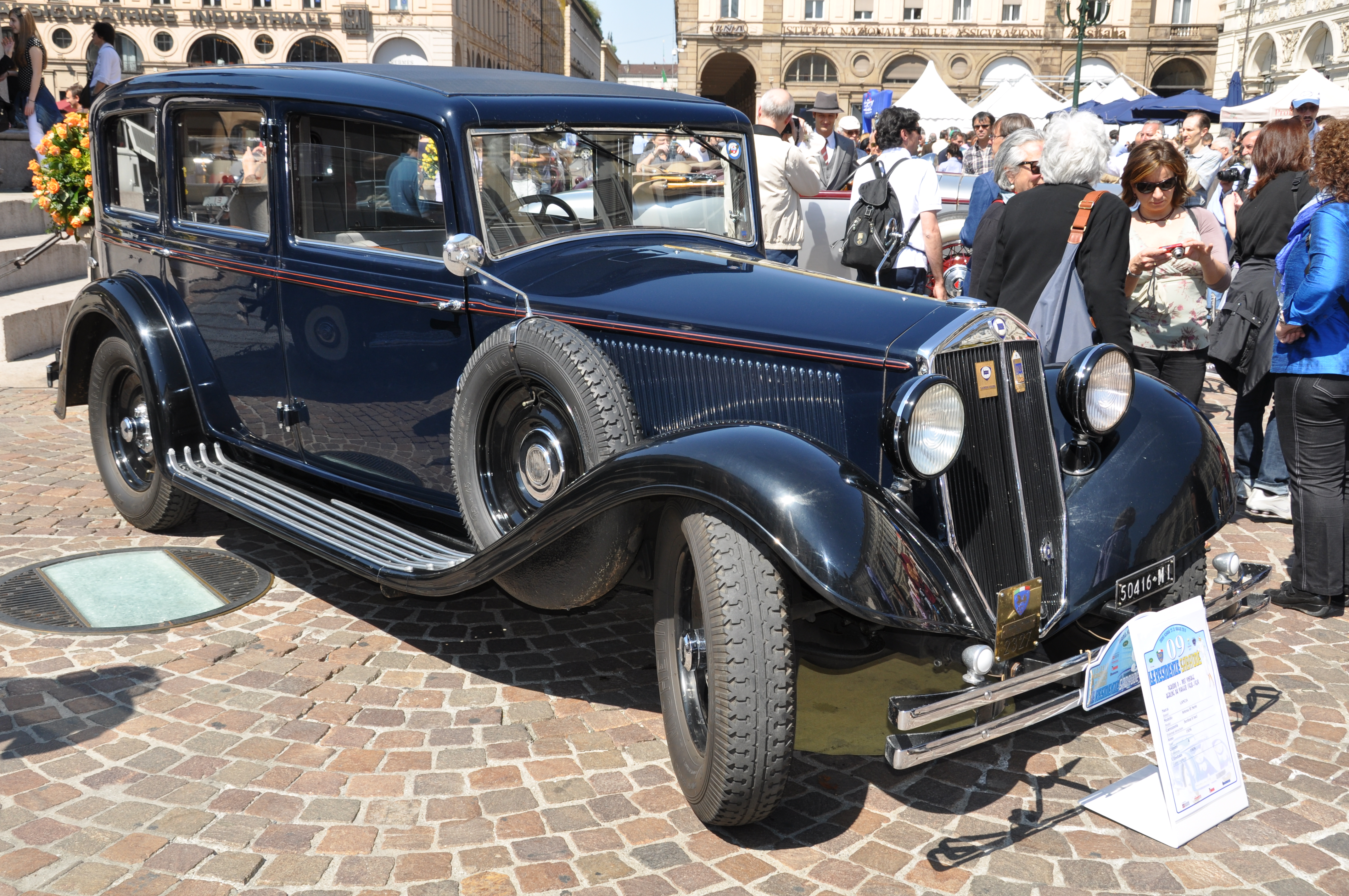
Lancia Artena sedã de seis janelas da Série III (228A)

### Série III

#### Produzido entre 1933 e 1936, 2.040 unidades produzidas.
A terceira série trouxe mudanças mais profundas, incluindo uma nova carroceria com grade inclinada. O chassi foi modificado e disponibilizado em dois comprimentos diferentes de distância entre eixos: curta (3,0 m, chassi tipo 228C) e normal (3,2 m, chassi tipo 228A) — até então uma prerrogativa do Astura mais caro. A nova linha de 1934, introduzida no final de 1933, incluía chassis simples curto ou normal, sedã para quatro passageiros no chassi curto e sedã para seis passageiros no chassi normal. No total, foram produzidos 1.552 Artena 228A e 488 Artena 228C com distância entre eixos curta.

### Series IV

#### Produzido entre 1940 e 1942, 507 unidades produzidas.
No início da Segunda Guerra Mundial, o Artena voltou a ser produzido a pedido do Exército Real Italiano. Como o carro agora era destinado principalmente ao uso do exército como motorista de oficiais de alta patente, e não para vendas privadas, ele foi modificado de acordo. O chassi era uma nova estrutura de plataforma, com novos códigos de tipo, e foi produzido apenas na versão com maior distância entre eixos. O motor também era um Tipo 54A modificado, com potência reduzida de 51 cv a 3.800 rpm. Outra mudança foram as rodas de aço estampado Fergat.
O tipo de chassi 341 foi projetado para carros de passeio; a velocidade máxima foi reduzida para 105 km/h. 361 unidades desse tipo foram produzidas. Três estilos de carroceria foram produzidos para uso oficial, todos os três modelos de 6 lugares com uma divisória retrátil entre o motorista e o compartimento de passageiros:
- Berlina, sedã com seis janelas para funções governamentais e, portanto, conhecido como Ministeriale.
- Trasformabile 4 luci, sedã conversível de 4 portas e quatro luzes (carroceria da Carrozzeria Viotti).
- Torpedo trasformabile, sedã com teto retrátil, para uso colonial e de campo como carro de estado-maior militar, conhecido como Militare (também da Carrozzeria Viotti).

O chassi tipo 441 era uma versão modificada, para ser equipada como ambulância. 191 foram produzidos.

## Encarroçadoras

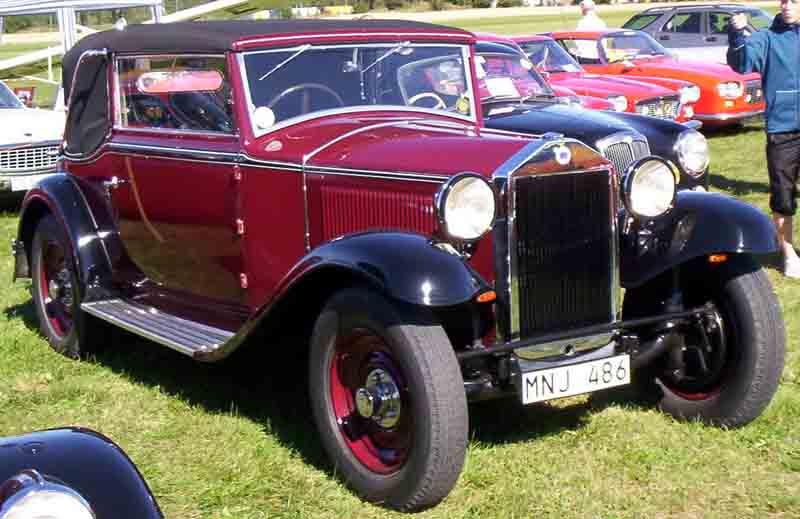
Lancia Artena Cabriolet 1931

A Lancia oferecia o Artena e o Astura apenas na versão sedã, deixando os demais estilos de carroceria a cargo de encarroçadoras terceirizadas. Encarroçadoras como Stabilimenti Farina, Pinin Farina e Carrozzeria Touring produziram Artena conversíveis, cupês, falsos conversíveis, torpedos e sedãs esportivos. A encarroçadora holandesa B.T. Van Rijswijk fabricou um conversível em 1938.
Outras encarroçadoras ofereciam conversões para veículos comerciais, como furgões ou ambulâncias. A Viotti produziu dois estúdios móveis Artena especiais para a emissora pública italiana EIAR.